# وست اور (آلاباما)
وست اور (به انگلیسی: Westover) شهرکی در شهرستان شلبی ایالت آلاباما است که مساحت آن ۴۸ کیلومترمربع است و در سرشماری سال ۲۰۱۰ میلادی، ۱٬۲۷۵ نفر جمعیت داشته و تراکم جمعیتی آن، ۲۶٫۵۶ نفر در کیلومترمربع بوده است.